# باور بوك 100
باور بوك 100 هو أول حاسوب محمول تابع لأبل في سلسلة باور بوك. صدر بالتزامن مع باور بوك 140 وباور بوك 170، ويعتبر بمثابة بداية لمجموعة أجهزة الكمبيوتر المحمولة لأبل. و يمكن أن نعتبر أن أول جهاز كمبيوتر محمول تم تسويقه من قبل شركة أبل هو ماكنتوش بورتبل، الذي صدر قبل عامين من صدور باور بوك 100.
وعلى عكس سابقاتها في باور بوك 140 وباور بوك 170 باور بوك 100 ليس له تصميم جذري جديد. وفيه نفس مكونات ماكنتوش بورتبل، ولكن بغلاف أكثر إحكاما (بلغ وزنه 3.2Kg) كما أن سعره أقل (موصلات أصغر، بطارية أخف وزنا ولكن أيضا أقل تحملا للشحن، وإزالة محرك القرص مرن).
بسعر 2500 دولار أمريكي فور إطلاقه (مقابل أكثر من 5000 دولار أمريكي لماكنتوش بورتبل)، و مع ذلك فإنه لم يكن ناجحا. ولكنه نجح عندما خفضت أبل سعره إلى 1000 دولار أمريكي. [بحاجة لمصدر]

## المميزات
- معالج دقيق :موتورولا 68000 إلى 16 ميجاهرتز.
- المعالجة :24 بايت.
- ناقل معلومات :16 بايت إلى 16 ميجاهرتز.
- ذاكرة القراءة فقط :256 كيلوبايت
- ذاكرة الوصول العشوائي :من 2 ميجا إلى 8 ميجا.
- شاشات الكريستال السائل LCD.
- قرارات مدعومة:
  - 640 × 400 في 1 بايت (أحادية اللون).
- قرص صلب داخلي سكزي ب20 أو 40 ميجا.
- توسيع فتحات :
  - 1 فتحة مضمان أو مودام (اختياري).
  - ذاكرة موصلة محددة (PB 1xx) نوع (الحد الأدنى للسرعة:100ns)
- الاتصالات:
  - 1 فتحة سكزي (HDI-30).
  - 1 فتحة سلسلة (Mini Din-8).
  - 1 فتحة ناقل سطح أبل (Apple Desktop Bus).
  - 1 فتحة HDI-20 لقارئ قرص مرن خارجي.
  - إخراج الصوت :8 بايت.
- بطارية الرصاص تدوم لساعتين بتشغيل ذاتي.
- الأبعاد :4,6 × 27,9 × 21,6 cm.
- الوزن :2,3Kg.
- التغذية :17 وات.
- نظام تشغيل :ماك أو أس نظام 6، ماك أو أس نظام 7